# GNU Parted
GNU Parted là một chương trình máy tính mở cho phép tạo, xóa, thay đổi kích cỡ, kiểm tra, và sao chép các phân vùng đĩa cứng, và cả các kiểu hệ thống tệp của chúng. Đây là chương trình hữu ích để tạo khoảng trống đĩa mới để cài các hệ điều hành, tổ chức lại việc sử dụng đĩa cứng, sao chép dữ liệu giữa các đĩa cứng, và tạo file ánh xạ của đĩa. Chương trình được viết bởi Andrew Clausen và Lennert Buytenhek.
Chương trình bao gồm một thư viện, libparted, và một frontend dòng lệnh, parted, thực hiện một số lệnh bổ sung.
Currently Parted chỉ chạy trong Linux, GNU/Hurd, FreeBSD và BeOS.

## Các frontend khác

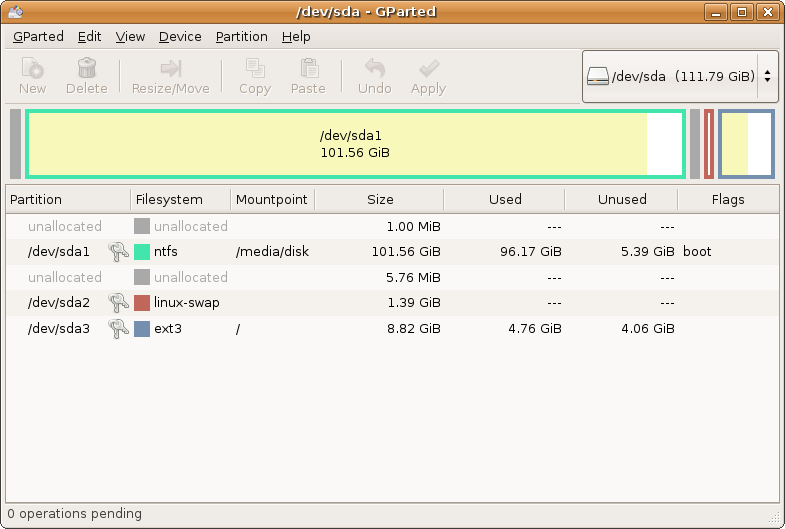
GParted sử dụng GNU Parted là lõi

nparted là một frontend của GNU Parted viết bằng newt.
Dự án đã được bắt đầu để xây dựng một frontend viết bằng Ncurses, nên có thể dùng trong Windows (với GNUWin32 Ncurses).
fatresize cung cấp một giao diện dòng lệnh để thao tác với các phân vùng FAT16/FAT32 mà không mất dữ liệu sử dụng GNU Parted.

### Frontend đồ họa
GParted và QtParted là các chương trình sử dụng thư viện parted, chúng được viết bằng GTK+ và Qt. Các chương trình này được đi kèm theo rất nhiều bản phân phối live CD để giúp phân vùng đĩa dễ hơn.
Pyparted (hay còn gọi là python-parted) là frontend được viết bằng python.
Các bản phân phối Linux  đi kèm ứng dụng này là Knoppix, sidux, SystemRescueCd và PartedMagic.

## Giới hạn
Parted có một số giới hạn. Ví dụ, chương trình không thể thay đổi kích cỡ các phân vùng NTFS mà không có các công cụ phụ trợ, như gói ntfsprogs. Có nghĩa rằng mọi người phải sử dụng tổ hợp rất nhiều công cụ để sửa lỗi đĩa cứng trước khi dùng parted nếu muốn phân vùng lại một đĩa cứng bị hư hại. Để vượt qua trở ngại này, rất nhiều đĩa cứu hộ đã đóng gói kèm các công cụ phụ trợ cần thiết thành một đĩa CD khởi động được, cho phép thay đổi kích cỡ nhiều định dạng hệ thống tệp.
Parted không thể làm việc với các phân vùng ext2fs có các thuộc tính mở rộng,  như trong SElinux. Các thuộc tính này cần được loại bỏ trước khi dùng với parted.

## Dẫn chứng
1. ↑  Overview of nparted source package
2. ↑  Ncurses
3. ↑  SourceForge.net: fatresize
4. ↑  "Fedora People". Bản gốc lưu trữ ngày 15 tháng 12 năm 2007. Truy cập ngày 9 tháng 6 năm 2009.
5. ↑  Ubuntu - Details of package python-parted in dapper
6. ↑  "PartedMagic - Partitioning, Cloning, Rescue, and Erasing". Parted Magic LLC. Truy cập ngày 2 tháng 10 năm 2015.